# Erich Pointner
Erich Pointner (* 19. August 1950 in Sandl) ist ein ehemaliger österreichischer Judoka.

## Sportliche Karriere
Der 1,63 m große Erich Pointner vom ATSV Passage Linz war von 1973 bis 1975 dreimal in Folge Staatsmeister in der Gewichtsklasse bis 63 Kilogramm. Pointner kam gemeinsam mit Klaus Wallas zur Heeressport- und Nahkampfschule (HSNS) in Wien. Pointner wurden unehrenhaft entlassen.
Bei den Weltmeisterschaften 1971 in Ludwigshafen unterlag Pointner in seinem zweiten Kampf dem Niederländer Karel Gietelink. Ein Jahr später schied er bei den Olympischen Spielen in München in seinem ersten Kampf nach 3:16 Minuten gegen den Jugoslawen Stanko Topolčnik aus. 1973 siegte Pointner bei den Militärweltmeisterschaften, 1976 gewann er die Silbermedaille. Bei den Olympischen Spielen 1976 in Montreal unterlag Pointner in seinem ersten Kampf dem Südkoreaner Chang Eun-kyung durch eine Koka-Wertung. In der Hoffnungsrunde bezwang er den Thailänder Pakit Santhisiri nach 3:21 Minuten und den Kanadier Brad Farrow durch eine Koka-Wertung. Den Kampf um Bronze verlor Pointner nach 5:13 Minuten gegen den Italiener Felice Mariani.

## Auszeichnungen
- Kurt-Kucera-Ehrenmedaille (2020)[7]